# Duke Kahanamoku
Duke Paoa Kahinu Mokoe Hulikohola Kahanamoku (Honolulu, 24 agosto 1890 – Honolulu, 22 gennaio 1968) è stato un nuotatore, surfista e attore statunitense.

Firma di Duke Kahanamoku

Detto The Big Kahuna (in lingua hawaiana kahuna indica una persona importante della comunità), fu campione olimpico di nuoto ed è genericamente considerato l'inventore del surf moderno.

## Biografia

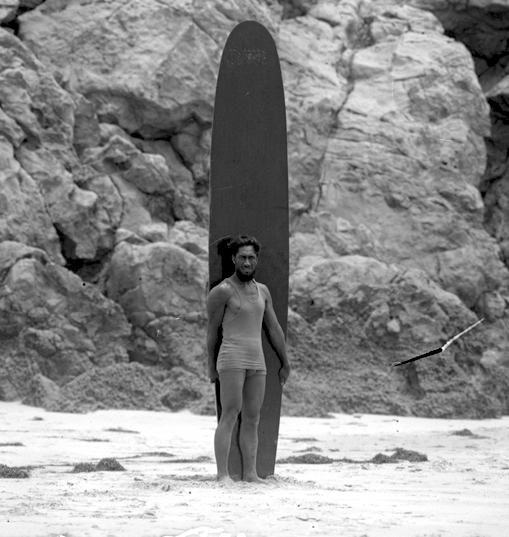
Duke Kahanamoku con una tavola, Los Angeles, 1920

In quanto primogenito, Duke (che in inglese significa duca) ricevette il nome del padre. A sua volta il padre alla nascita, nel 1869 era stato chiamato così in onore del Duca di Edimburgo che proprio quell'anno visitava ufficialmente le Hawaii. Quando Duke divenne conosciuto in tutto il mondo per le sue vittorie olimpiche, a causa del suo nome diversi giornalisti ipotizzarono una discendenza nobile, ma alle domande della stampa Duke si limitava a rispondere: "Mio padre è un poliziotto." Fin da giovanissimo, come tutti i bambini hawaiani, Duke ha una predilezione per l'oceano. La scuola che frequenta è a due passi dal mare e finite le lezioni va in acqua a nuotare ed inizia a surfare con una primitiva tavola che lui chiamerà la sua papa nui.
Oltre al surf Duke dimostra ben presto di essere un ottimo nuotatore. Nel 1911, in un meeting svoltosi nella baia del porto di Honolulu Duke vince la gara delle 100 yard stile libero con il tempo di 55"4, battendo il record mondiale di ben 4"6. Duke batte anche il record nella gara delle 220 yard e eguaglia quello sulle 50 yard, ma l'Amateur Athletic Union non riconosce questi record fino a diversi anni dopo.
Nel 1912 Kahanamoku riesce a qualificarsi con facilità nella squadra olimpica di nuoto americano per le Olimpiadi di Stoccolma dove vince la medaglia d'oro nei 100 m stile libero e quella d'argento nella staffetta 4x200 m, sempre stile libero. Nel 1920 ad Anversa Duke si riconferma campione olimpico nei 100 m, battendo l'altro hawaiano Pua Kealoha e vince l'oro anche nella staffetta. La fantastica carriera di Duke si conclude a Parigi nel 1924 dove conquista l'argento nei 100 m, dietro a Johnny Weissmuller e davanti a suo fratello Samuel Kahanamoku.
Nel periodo tra le competizioni olimpiche e successivamente al ritiro dalle competizioni, Duke compie diversi viaggi, particolarmente negli Stati Uniti e in Australia, partecipando a gare di nuoto dimostrative. Fu durante questo periodo che egli diffuse al di fuori delle Hawaii il surf, proponendolo durante le sue esibizioni. Durante il suo soggiorno in California, Duke interpretò anche alcuni film ad Hollywood, aumentando così ancor di più la sua popolarità e quella del nuoto e del surf.
Dal 1932 al 1961 lavorò come sceriffo per la contea di Honolulu.
Duke Kahanamoku fu la prima persona ad essere iscritta sia nella International Swimming Hall of Fame (la Hall of Fame del nuoto) che nella Surfing Hall of Fame (la Hall of Fame del surf). A lui venne dedicata l'annuale gara tra i migliori surfisti in circolazione, «Duke Kahanamoku Invitational Surfing Championships», che si tenne nelle Hawaii dal 1968 al 1975.

## Carriera cinematografica
Dal 1925, Duke Kahanamoku prese parte ad alcuni film. Il suo primo ruolo fu quello di Noah Noa in Adventure di Victor Fleming nel 1925, un film tratto dal romanzo di Jack London (scrittore che Kahanamoku aveva personalmente conosciuto alcuni anni prima) che venne prodotto dalla Famous Players-Lasky Corporation; la sua carriera di attore si concentrò principalmente nella seconda metà degli anni venti, partecipando ad una decina di fim, perlopiù muti. 
Tornò sporadicamente al cinema anche nei decenni seguenti, sempre però in ruoli di contorno; la sua ultima apparizione, dopo anni di assenza dagli schermi, fu nel 1967, poco prima di morire.

## Filmografia
- Adventure, regia di Victor Fleming (1925)
- The Pony Express, regia di James Cruze (1925)
- No Father to Guide Him, regia di Leo McCarey (1925)
- Lord Jim, regia di Victor Fleming (1925)
- Old Ironsides, regia di James Cruze (1926)
- Hula, regia di Victor Fleming (1927)
- Isle of Sunken Gold, regia di Harry S. Webb (1927)
- Woman Wise, regia di Albert Ray (1928)
- Il soccorso (The Rescue), regia di Herbert Brenon (1929)
- Vendetta d'oriente (Where East Is East), regia di Tod Browning (1929)
- Girl of the Port, regia di Bert Glennon (1930)
- L'arcipelago in fiore (Isle of Escape), regia di Howard Bretherton (1930)
- La strega rossa (Wake of the Red Witch), regia di Edward Ludwig (1948)
- La nave matta di Mister Roberts (Mister Roberts), regia di John Ford, Mervyn LeRoy e, non accreditato, Joshua Logan (1955)
- Con sei ragazze a poppa si rizza la prua (I Sailed to Tahiti with an All Girl Crew), regia di Richard L. Bare (1968)